# Досмамбет Азаули
Досмамбет Азаули(Азовський) (1490—1530) — один з основоположників ногайської поезії, загальний для казахів і ногайців йиравши (жирау), полководець і батир.

## Біографія
Увійшов в історію, як основоположник народного епосу, фольклору та поезії казахського, ногайського та киргизького народів. Саме їм були складені прекрасні дастани котрі стали класикою ногайської літератури. Точними датами, місцем народження і смерті Досмамбета жирау історики не мають. На думку одних він народився і помер у стародавньому Азак. На думку інших він народився в 1493 році і загинув у 1523 під Астраханню.
Великий поет і воїн жив в епоху формування казахського народу як нації, належав до військової знаті Малої Ногайської Орди. Народившись в багатій родині, він отримав чудову для свого часу освіту, знав кілька мов і з юних років входив до різні дипломатичних місії.
Завдяки цьому Досмамбет об'їздив весь Дешт-і-Кіпшак — величезний регіон, що займає терен від гирла Дунаю до низовий Сирдар'ї та озера Балхаш, населений пращурами сьогоденних ногайців, татар, башкир, казахів і кумиків.
Об'єднавши навколо себе хоробрих воїнів, він очолив великий загін кіннотників і отримав статус паші. Пізніше, вже в новому ранзі, йому довелося неодноразово відвідувати Стамбул і Бахчисарай, брати участь у військових походах і битвах на боці Кримського, Ногайського, Казахського і Казанського ханства. Достовірних відомостей, що підтверджують проживання Досмамбета в Азак кінця XV — початку XVI століть, не є, але більшість істориків вважають його жителем Азову, судячи з багатьох віршів самого поета.